# Millicent Huxtable
Pour les articles homonymes, voir Huxtable.
 (septembre 2011).
Si vous disposez d'ouvrages ou d'articles de référence ou si vous connaissez des sites web de qualité traitant du thème abordé ici, merci de compléter l'article en donnant les références utiles à sa vérifiabilité et en les liant à la section « Notes et références ».
Millicent "Millie" McFadden (née Huxtable) est un personnage fictif de la série Les Frères Scott. Elle est interprétée par Lisa Goldstein.

## Histoire du personnage
Millicent Huxtable est née en 1988, à New York de Richard et Aimee Huxtable. Elle a trois sœurs nommées Christina, Judy et Ruby Huxtable.

## Saison 5
Millicent apparait au début de cette saison. Elle est l'assistante de Brooke qui, quatre ans après, le lycée a créé sa société. Milicent fait des aller-retour entre New York et Tree Hill et aide Brooke à affronter sa mère Victoria.

## Saison 6
Millicent est maintenant installée à Tree Hill et est en couple avec Micro. Elle gère " Clothes Over Bro's " avec Brooke, la boutique que cette dernière a ouvert a Tree Hill.

## Saison 7
Millicent, qui réside à Tree Hill, fait la connaissance d'Alex Dupre, une actrice choisie pour être le mannequin présentant la nouvelle collection de mode de Brooke. Ensemble, elles vont sortir tous les soirs, changeant les habitudes de la jeune-femme, ce qui la conduit au fur et à mesure à consommer de la drogue et provoquer sa rupture avec Micro.

## Saison 8
Après être redevenus bons amis, Millicent et Micro entament à nouveau une relation amoureuse. Elle l'aide à postuler pour une place au sein de la chaîne de télévision locale, à la suite de la mort du journaliste qui l'occupait jusqu'à ce jour, alors que Micro se trouvait au chômage. Tandis que le jeune homme reçoit l'appel téléphonique de la chaîne, l'interlocuteur demande à s'entretenir avec Millicent, qui, n'a aucune expérience dans le journalisme. Après son premier reportage, elle fait un carton et refuse une offre[Quoi ?] qui lui sera faite, pour rester sur la chaîne locale. Tous deux créer leur propre journal télévisé " Marvin et Millie au saut du lit ".

## Saison 9
Quelques mois après la fin de la saison 8, on retrouve Millie toujours en couple avec Micro, devenu obèse . Ils présentent toujours leur émission . Ils traversent aussi une crise de couple qui se règlent lorsque Micro reprend son poids normal. Puis après avoir demandé à Jerry (leur patron), Marvin devient présentateur seul d'une émission sportive . Dans le flashfoward on voit Millie et Micro mariés et Millie visiblement enceinte et sur le point d'accoucher.

## Anecdotes
- Elle a perdu sa virginité avec Owen Morello, le barman du Tric. (saison 6 épisode 13)
- Elle a des bottes tatouées au-dessus de ses fesses, faites pendant l'enterrement de vie de jeune fille de Brooke. (saison 8 épisode 12)